# Ginástica nos Jogos Olímpicos de Verão de 1912
A ginástica nos Jogos Olímpicos de Verão de 1912 foi realizada em Estocolmo, Suécia. Quatro eventos, todos masculinos, foram disputados entre 6 e 15 de julho no Estádio Olímpico de Estocolmo.

## Eventos
Ginástica artística
Quatro conjuntos de medalhas foram concedidas nos seguintes eventos:
- Individual geral
- Equipes
- Sistema livre por equipes
- Sistema sueco por equipes

## Países participantes
Um total de 249 ginastas de 12 países competiram em 1912:
| - GER Alemanha (18) - BOH Boêmia (1) - DEN Dinamarca (49) - FIN Finlândia (24) - FRA França (6) - GBR Grã-Bretanha (23) | - HUN Hungria (17) - ITA Itália (18) - LUX Luxemburgo (19) - NOR Noruega (46) - RUS Rússia (4) - SWE Suécia (24) |

## Medalhistas
Masculino
| Evento                             | Ouro | Prata | Bronze |
| ---------------------------------- | --- | --- | --- |
| Individual geral detalhes          | Alberto Braglia ITA Itália | Louis Ségura FRA França | Serafino Mazzarochi ITA Itália |
| Equipes detalhes                   | Pietro Bianchi Guido Boni Alberto Braglia Giuseppe Domenichelli Carlo Fregosi Alfredo Gollini Francesco Loi Luigi Maiocco Giovanni Mangiante Lorenzo Mangiante Serafino Mazzarochi Guido Romano Paolo Salvi Luciano Savorini Adolfo Tunesi Giorgio Zampori Umberto Zanolini Angelo Zorzi ITA Itália                                                                                         | József Bittenbinder Imre Erdődy Samu Fóti Imre Gellért Győző Haberfeld Ottó Hellmich István Herczeg József Keresztessy Lajos Kmetykó János Krizmanich Elemér Pászti Árpád Pédery Jenõ Rittich Ferenc Szüts Ödön Téry Géza Tuli HUN Hungria | Albert Betts William Cowhig Sidney Cross Harold Dickason Herbert Drury Bernard Franklin Leonard Hanson Samuel Hodgetts Charles Luck William MacKune Ronald McLean Alfred Messenger Henry Oberholzer Edward Pepper Edward Potts Reginald Potts George Ross Charles Simmons Arthur Southern William Titt Charles Vigurs Samuel Walker John Whitaker GBR Grã-Bretanha |
| Sistema livre por equipes detalhes | Isak Abrahamsen Hans Beyer Hartmann Bjørnsen Alfred Engelsen Bjarne Johnsen Sigurd Jørgensen Knud Leonard Knudsen Alf Lie Rolf Lie Tor Lund Petter Martinsen Per Mathiesen Jacob Opdahl Nils Opdahl Bjarne Pettersen Frithjof Sælen Øistein Schirmer Georg Selenius Sigvard Sivertsen Robert Sjursen Einar Strøm Gabriel Thorstensen Thomas Thorstensen Nils Voss NOR Noruega               | Kaarlo Ekholm Eino Forsström Eero Hyvärinen Mikko Hyvärinen Tauno Ilmoniemi Ilmari Keinänen Jalmari Kivenheimo Karl Lund Aarne Pelkonen Ilmari Pernaja Arvid Rydman Eino Saastamoinen Aarne Salovaara Heikki Sammallahti Hannes Sirola Klaus Suomela Lauri Tanner Väinö Tiiri Kaarlo Vähämäki Kaarlo Vasama FIN Finlândia | Axel Andersen Hjalmart Andersen Halvor Birch Wilhelm Grimmelmann Arvor Hansen Christian Hansen Marius Hansen Charles Jensen Hjalmar Peter Johansen Poul Jørgensen Carl Krebs Vigo Madsen Lukas Nielsen Rikard Nordstrøm Steen Olsen Oluf Olsson Carl Pedersen Oluf Pedersen Niels Petersen Christian Svendsen DEN Dinamarca                                        |
| Sistema sueco por equipes detalhes | Per Bertilsson Carl-Ehrenfried Carlberg Nils Granfelt Curt Hartzell Oswald Holmberg Anders Hylander Axel Janse Boo Kullberg Sven Landberg Per Nilsson Benkt Norelius Axel Norling Daniel Norling Sven Rosén Nils Silfverskiöld Carl Silfverstrand John Sörenson Yngve Stiernspetz Carl-Erik Svensson Karl Johan Svensson Knut Torell Edward Wennerholm Claes Wersäll David Wiman SWE Suécia | Peter Andersen Valdemar Bøggild Søren Peter Christensen Ingvald Eriksen George Falcke Torkild Garp Hans Trier Hansen Johannes Hansen Rasmus Hansen Jens Kristian Jensen Søren Alfred Jensen Karl Kirk Jens Kirkegaard Olaf Kjems Carl Larsen Jens Peter Laursen Marius Lefèrve Povl Mark Einar Olsen Hans Pedersen Hans Eiler Pedersen Olaf Pedersen Peder Larsen Pedersen Aksel Sørensen Martin Thau Søren Thorborg Kristen Vadgaard Johannes Vinther DEN Dinamarca | Arthur Amundsen Jørgen Andersen Trygve Bøyesen Georg Brustad Conrad Christensen Oscar Engelstad Marius Eriksen Axel Henry Hansen Petter Hol Eugen Ingebretsen Olaf Ingebretsen Olof Jacobsen Erling Jensen Thor Jensen Frithjof Olsen Oscar Olstad Edvin Paulsen Carl Alfred Pedersen Paul Pedersen Rolf Robach Sigurd Smebye Torleif Torkildsen NOR Noruega       |

## Quadro de medalhas
| Ordem | País             | Medalha de ouro | Medalha de prata | Medalha de bronze |    |
| ----- | ---------------- | --------------- | ---------------- | ----------------- | -- |
| 1     | ITA Itália       | 2               |                  | 1                 | 3  |
| 2     | NOR Noruega      | 1               |                  | 1                 | 2  |
| 3     | SWE Suécia       | 1               |                  |                   | 1  |
| 4     | DEN Dinamarca    |                 | 1                | 1                 | 2  |
| 5     | FIN Finlândia    |                 | 1                |                   | 1  |
| 5     | FRA França       |                 | 1                |                   | 1  |
| 5     | HUN Hungria      |                 | 1                |                   | 1  |
| 8     | GBR Grã-Bretanha |                 |                  | 1                 | 1  |
| TOTAL | TOTAL            | 4               | 4                | 4                 | 12 |